# Bernard Baudoux
Bernard Paul Arthur Baudoux (Soissons, 1928. május 31. – Monségur, 2024. április 11.) világbajnok, olimpiai ezüstérmes francia tőrvívó.